# Eburodacrys granipennis
Eburodacrys granipennis là một loài bọ cánh cứng trong họ Cerambycidae.